# Heterostilia

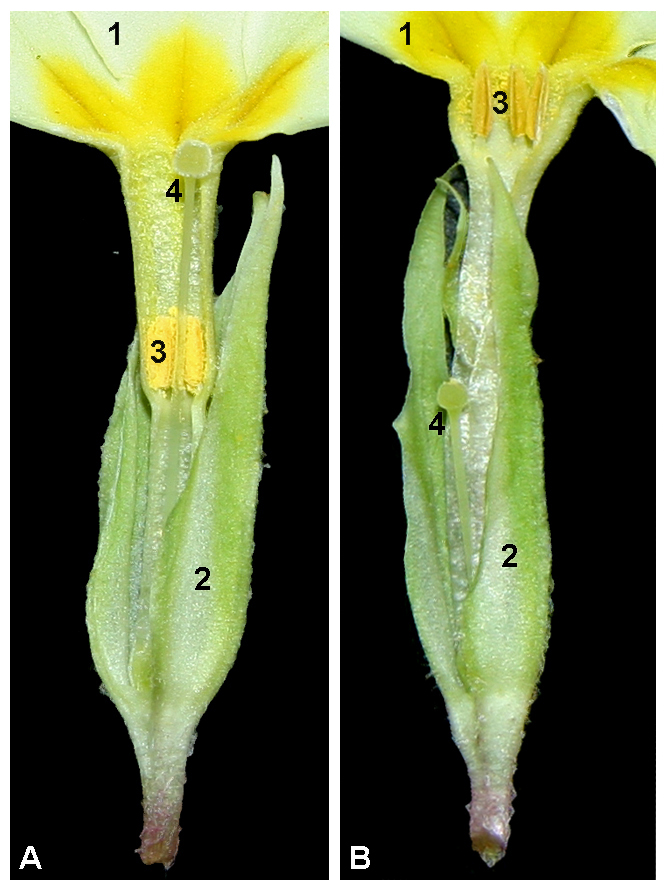
Distilia en Primula vulgaris. Las flores Pin (A) presentan los filamentos de los estambres cortos y los pistilos largos. Las flores Thrum (B) muestran, en cambio, pistilos cortos y filamentos largos. Referencias: 1.- pétalos, 2.-sépalos, 3.- anteras de los estambres y 4.- pistilo. Las únicas polinizaciones legítimas son las que se producen en cruzamientos Pin x Thrum o Thrum x Pin

La heterostilia es una forma única de polimorfismo morfológico en las flores de ciertas especies que, como mecanismo, impide la autofecundación de cada flor. En las especies heterostílicas existen dos o tres tipos de flores (llamadas morfos). En una planta individual, cada una de las flores comparten el mismo morfo. Estos morfos difieren cualitativamente entre sí en las longitudes de los pistilos y de los filamentos de los estambres. El fenotipo para cada morfo está genéticamente determinado. Cuando una especie presenta dos morfos florales se denomina distílica. En uno de los morfos, llamado Pin, los estambres son cortos y los pistilos largos. En el otro morfo, llamado Thrum, los estambres son largos y los pistilos cortos. 
Las especies del género Primula son posiblemente el ejemplo mejor conocido de flores heteromórficas y el mecanismo reproductivo que estas especies poseen ha atraído considerable atención entre botánicos, genetistas y evolucionistas, incluyendo a Charles Darwin, ya en el año 1862.
Casi todas las especies heterostílicas presentan autoincompatibilidad (AI). Los loci responsables de la AI en estas especies están estrechamente ligados con aquellos genes responsables del polimorfismo floral, por lo que ambos caracteres se heredan en forma conjunta. La distilia está determinada un solo gen con dos alelos, la tristilia por dos genes con dos alelos cada uno. 
En las especies que presentan heterostilia existe un mecanismo diferente de AI denominado autoincompatibilidad heteromórfica. Este mecanismo probablemente no se halle relacionado evolutivamente con los sistemas de incompatibilidad homomórfica.

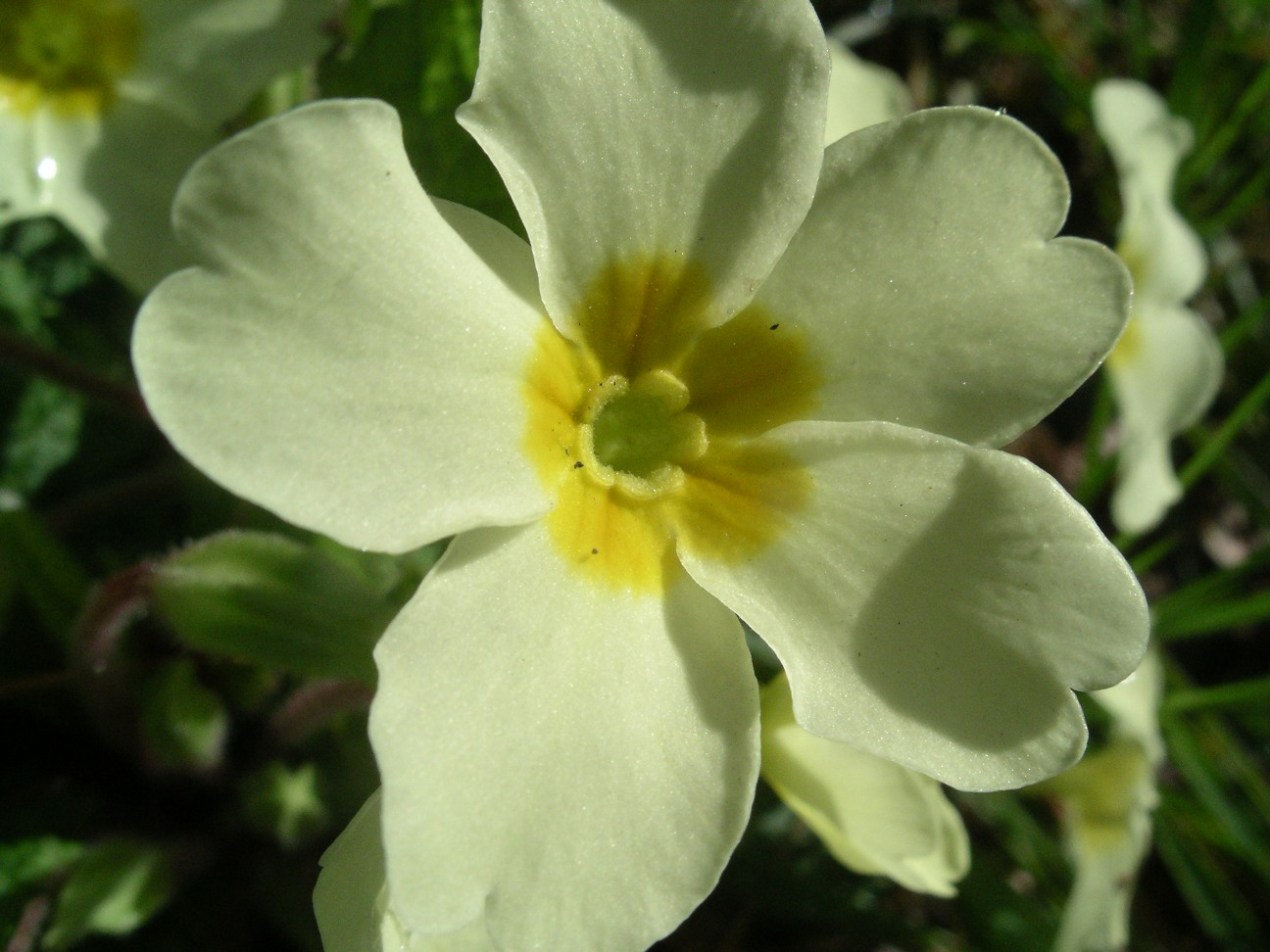
Flor Thrum de Primula vulgaris

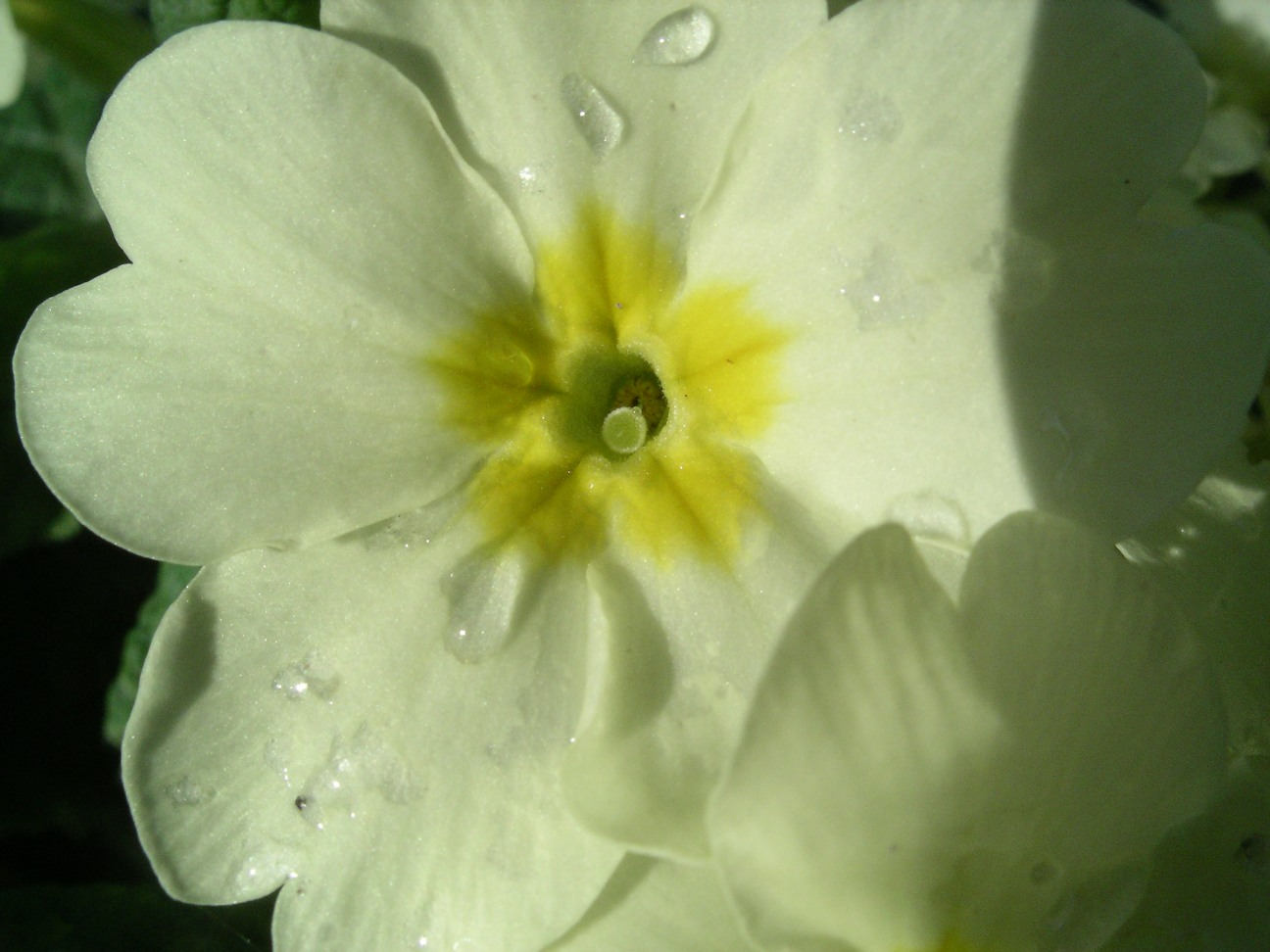
Flor Pin de Primula vulgaris